# Escola de Montserrat
L'Escola de Montserrat, o Escola montserratina, fou una escola de música sorgida entorn del monestir de Montserrat. Amb mestres de capella que es mantenien al dia de les tendències del temps, va marcar l'estil de la composició religiosa arreu del país. Vinculada a l'Escolania, és l'escola de música més important de Catalunya i una de les més representatives d'Europa per la seva tradició, identificació i singularitat. Se'n té constància a partir del segle xiii, això la fa una de les escoles de música més antigues d'Europa que encara funcioni.
La presència del cant en el culte és tan antiga com el monestir. Seguint els costums de cada època, els cants anaven acompanyats d'instruments, pocs i simples als segles xiv i xv, i amb una orquestra ben formada als segles xvii i xix. Per tocar els instruments s'havien de formar i tenir bons professors. Els més avançats seguien l'aprenentatge fins a la composició. En deixar l'escolania, amb la seva preparació musical, podien exercir d'organistes, directors i instrumentistes a les esglésies, catedrals o orquestres, i dedicar-se també a la composició.